# Congreso General de 1824
El Congreso General fue una reunión de los diputados de las Provincias Unidas del Río de la Plata, convocada por el gobernador de la Provincia de Buenos Aires, general Martín Rodríguez, que inició sus sesiones en diciembre de 1824 y que tuvo por finalidad restaurar la unidad nacional de las Provincias Unidas del Río de la Plata y el dictado de una constitución nacional luego de que las autoridades nacionales desaparecieran como consecuencia de la batalla de Cepeda y se iniciara la Anarquía del Año XX.

## Origen del congreso
Hacia finales del gobierno de Martín Rodríguez, por iniciativa de Bernardino Rivadavia, secretario de Gobierno de la Provincia de Buenos Aires, se enviaron misiones al interior de las provincias que habían formado parte del ex Virreinato del Río de la Plata con el objeto de invitar a las provincias a reunirse en el “cuerpo de nación” bajo el sistema representativo y republicano. 
Circunstancias internas y externas hacían posible un nuevo intento de organización nacional:
1. Las provincias, superada la crisis que produjo la Anarquía del Año XX, habían organizado sus instituciones, entrando en una etapa de convivencia pacífica
2. Buenos Aires, recuperada, luego de la "gran experiencia", había demostrado su importancia política y económica para costear los gastos generales del congreso.
3. Gran Bretaña, decidida a reconocer la independencia argentina, exigía tratar con autoridades nacionales.
4. El Imperio del Brasil, proclamado en 1822, había incorporado la Banda Oriental y amenazaba con invadir el litoral argentino.

Después de lograr el consenso de las provincias, Buenos Aires fue elegida sede del Congreso General que se reunió en diciembre de 1824. Estaba integrado por representantes de las provincias elegidos en proporción al número de habitantes, uno cada 15.000 habitantes o fracción mayor de 7500.

## Unitarios y federales
Entre los diputados que integraron el Congreso General de 1824 se encontraban algunos de los más destacados defensores del centralismo bonaerense, como Manuel José García, Julián Segundo de Agüero, Manuel Antonio Castro y Diego Estanislao Zavaleta. Además, Buenos Aires fue la provincia que contó con más diputados, debido a que era la que tenía más habitantes.
El federalismo, que se había afirmado en las provincias, no contó con suficiente representación. Sus principales defensores fueron Elías Galisteo, de la provincia de Santa Fe, y Manuel Dorrego, bonaerense, incorporado en nombre de Santiago del Estero.

## Obra
Entre las normas más importantes que dictó el Congreso General de 1824 se destacan: 

### La Ley Fundamental
La Ley fundamental, sancionada en 1825, reconocía en sus siete artículos la vigencia de las instituciones de cada provincia hasta la sanción de una constitución nacional, la cual debía ser aprobada por las provincias; respetaba los gobiernos locales. Además, creó un Poder Ejecutivo Nacional Provisorio que se delegaba en el gobernador de Buenos Aires, con facultad para ejecutar las medidas del Congreso y manejar las relaciones exteriores; el Congreso se declaraba constituyente pero dejaba en manos de las provincias la aprobación definitiva de la constitución nacional.

### La Ley de Presidencia
La tensión con el Imperio de Brasil por la cuestión de la banda Oriental dio oportunidad de plantear la necesidad de un gobierno nacional capaz de conducir el ya cercano conflicto internacional. 
En el Congreso, los unitarios solicitaron la duplicación del número de diputados. Los diputados de la provincia de Buenos Aires se incorporaron en forma inmediata, mientras los de las demás provincias tardaron mucho más en hacerlo. En ese momento —diciembre de 1825— se supo de la declaración de guerra por parte del Imperio del Brasil a la Argentina que dio comienzo a la Guerra del Brasil. Por ello se propuso el proyecto de crear un Poder Ejecutivo nacional. 
La Ley de Presidencia fue rápidamente discutida y aprobada el 6 de febrero de 1826. Ella creó un Poder Ejecutivo Nacional permanente, con el título de "Presidente de las Provincias Unidas del Río de la Plata", que sería designado por el Congreso; duraría en sus funciones el tiempo que tardase en ser establecida la proyectada constitución nacional.
Para el cargo fue elegido Bernardino Rivadavia. Sus ministros fueron: Julián Segundo de Agüero, de gobierno; Carlos María de Alvear, de guerra y marina; Francisco Fernández de la Cruz, de relaciones exteriores; y Salvador María del Carril, de Hacienda.
Rivadavia llegó al gobierno con un proyecto fuertemente centralizador.

### La Ley de Capitalización
- Wikisource contiene obras originales de la ley de capitalización de la Ciudad de Buenos Aires.

Al asumir Rivadavia como Presidente de las Provincias Unidas del Río de la Plata, este presentó al Congreso un proyecto de capitalización de Buenos Aires. A través de este la ciudad y gran parte de la campaña circundante se proclamaba capital del Estado; el resto de la provincia también se nacionalizaba, dejando para el futuro la organización de ese territorio. El territorio de la capital se separaba de la provincia y se nacionalizaban sus recursos, es decir que las ganancias del puerto y la aduana, entre otras cosas, pasarían a ser de la Nación, no de Buenos Aires. La finalidad principal del proyecto de Ley de Capitalización era que el Estado Nacional contara directamente con los principales recursos económicos que en ese momento tenía el país. Ellos eran los impuestos aduaneros que se cobraban a las mercaderías que ingresaban y egresaban a través del principal puerto de Argentina, Buenos Aires. Esta Ley de Capitalización tenía como finalidad que el país contase con los dineros necesarios para hacer frente a la Guerra con el Brasil. La Ley de Capitalización generó la fuerte oposición de los federales porteños.

### La Constitución Argentina de 1826
En 1826, pese a las dificultades internas y externas -en especial la guerra con el Brasil había sido declarada el 1 de enero de ese año- el presidente Bernardino Rivadavia instó al Congreso General a dictar una Constitución Nacional. Si bien las provincias argentinas eran contestes respecto de organizar el país bajo una república representativa, existían serias divergencias respecto a la organización unitaria o federal del mismo. 
La ley de consultas requirió la opinión de las provincias respecto de la forma de estado: seis se pronunciaron por la federación: Entre Ríos, Santa Fe, Santiago del Estero, Córdoba, San Juan y Mendoza); cuatro por el de unidad (Salta, Jujuy, Tucumán y La Rioja) y el resto dejó el tema a decisión del Congreso: Catamarca, Montevideo, Corrientes, San Luis y Tarija. Frente a esta disparidad de opiniones el Congreso adoptó el sistema unitario, apoyado por la mayoría de los diputados, habilitados para obrar según su “juicio y conciencia”.
La Constitución sancionada en 1826 proclamaba el sistema representativo, republicano, consolidado en unidad de régimen. El gobierno nacional se organizaba en base al principio de división de poderes.
La Constitución fue rechazada por todas las provincias: las misiones enviadas por el Congreso ante los gobiernos de provincia fracasaron.

## Disolución
El 27 de junio renunció el entonces presidente de las Provincias Unidas del Río de la Plata, Bernardino Rivadavia, luego de denunciar la misión de Manuel García, que le había entregado la Banda Oriental a los brasileños. Congreso dictó la ley del 3 de julio que acordaba el nombramiento de un presidente provisional, convocaba a una convención nacional y restablecía la Provincia de Buenos Aires (afectada por la Ley de Capitalización).
Vicente López y Planes, elegido presidente provisorio, convocó a elecciones para integrar la Junta de Representantes; triunfó el partido federal: Manuel Dorrego fue elegido gobernador de Buenos Aires; López presentó su renuncia y el Congreso, decidió, entonces su disolución. Devolvió la autonomía a Buenos Aires y citó otro congreso en Santa Fe en 1828.
La conducción de la guerra con el Brasil y la reunión de una convención nacional se delegó en el gobierno de Buenos Aires. Nuevamente las autoridades nacionales de Argentina habían cesado.